# Concierto Levantino
El Concierto Levantino es una composición para guitarra y orquesta del compositor valenciano Manuel Palau (1893-1967).
Originario de Alfara del Patriarca, una pequeña localidad de la huerta valenciana, la música sencilla del pueblo será su fuente constante de inspiración. Recreando los temas populares o inventando melodías que rezuman aroma popular, Palau intenta colorear su música con el sabor de la música de su tierra, dotándola de una peculiaridad propia que la diferencia del resto de músicas españolistas (tan a menudo con vistas al sur) que ya venían prodigándose desde finales del siglo XIX.[cita requerida]
El Concierto Levantino es un gran desconocido del catálogo palaviano, sin embargo se erige como una de sus obras más ambiciosas, a la que dedicó mucho tiempo y en la que invirtió muchas ilusiones.
El Levantino es un concierto de tintes impresionistas y una inspiración muy valenciana. Como casi toda su música, se caracteriza de una universalidad que "lejos de encasillarse en una técnica formulística caducada, ha seguido el desarrollo del arte de su siglo y ha sentido la necesidad de encontrar una técnica nueva que respondiese a su propia sensibilidad."
El concierto se estrenó en Madrid en 1949 y recibió una crítica en la que se le atribuía al compositor una sólida técnica.
Dedicado inicialmente a Regino Sainz de la Maza, fue estrenada finalmente en Madrid en 1949 por Narciso Yepes y la Orquesta Nacional de España. Años más tarde, revisaría el trabajo, realizando cambios importantes en el primer movimiento, que se estrenaron en Valencia en 1954 por Manuel Cubedo y que quedaron reflejados en la única grabación existente en vida del autor, datada en 1959 con Yepes y la ONE de nuevo. Narciso Yepes es uno de los protagonistas del concierto. Su personalidad quedará bien patente en el concierto, donde su firma musical está impresa de manera latente.
En 2012 se publicó un CD con una grabación del concierto a cargo de la Joven Orquesta de la Generalitat Valenciana con la participación como guitarrista solista de Rafael Serrallet y bajo la batuta de su director titular Manuel Galduf. 